# North Light en Pole Star
De North Light- en Pole Stargebouwen zijn twee kantoorgebouwen in de Belgische hoofdstad Brussel. Het complex gelegen op de hoek van de Simon Bolivarlaan en de Antwerpsesteenweg in de Noordruimte, het zakelijke district van de stad, en bevindt op een vijfhondertal meter van het station Brussel-Noord. Het ligt tegenover het Maximiliaanpark en het WTC III-gebouw. De gebouwen, die 15 bovengrondse en 2 ondergrondse verdiepingen tellen, zijn in een H-vorm opgetrokken.

## Geschiedenis
Het terrein op de hoek van de Antwerpsesteenweg en de Simon Bolivarlaan was een van de laatste onbebouwde stukken grond in de Noordruimte. De familie van vastgoedmagnaat Charly De Pauw verkocht het aan Fortis Real Estate om er de gebouwen North Light (35.000 m²) en Pole Star (40.000 m²) te bouwen. De bedoeling was om er de hoofdzetel van de Fortis Bank onder te brengen, maar met de verkoop van de bank aan BNP Paribas ging niet door. Uiteindelijk vond het Franse energiebedrijf GDF Suez (vanaf 2015 Engie) onderdak in het nieuwe kantoorcomplex.
In 2013 verkocht AG Real Estate, de opvolger van Fortis Real Estate, een belang van 60% in North Light en Pole Star aan Belfius Insurance. AG Real Estate en Belfius verkochten beide gebouwen in 2017 voor 380 miljoen euro aan een groep Zuid-Koreaanse investeerders rond Samsung. In 2022 verkocht het Zuid-Koreaanse fonds op zijn beurt het Engie-hoofdkantoor voor 400 miljoen euro aan een vastgoedfonds rond de Federale Participatie- en Investeringsmaatschappij (FPIM) en verzekeraar Ethias. Datzelfde jaar besloot Engie om North Light, de linkerhelft van het kantoorcomplex, onder te verhuren. Eind 2022 werd bekend dat de Europese Commissie vanaf 2023 de helft van de Engie-hoofdzetel zal huren. In 2024 verhuisden verschillende diensten van de Europese Commissie uit de Europese Wijk naar het North Lightgebouw.